# Pseudomonas aeruginosa
Pseudomonas aeruginosa je gramnegativna paličasta bakterija s kapsulo, ki lahko povzroči bolezni pri rastlinah in živalih, vključno s človekom.
Gre za vrsto bakterije posebnega kliničnega pomena, saj izkazuje odpornost proti številnim antibiotikom, je zelo razširjena ter lahko povzroča hude oblike bolezni, na primer bolnišnične okužbe (kot je pljučnica zaradi umetnega predihavanja) in sindrome, povezane s sepso. Velja za priložnostnega povzročitelja, saj hujše okužbe povzroča pri posameznikih s prisotnimi boleznimi, kot sta cistična fibroza ali hude opekline.
Razširjena je v naravi, zlasti v zemlji in vodi, pa tudi na koži in v večini okolij, ki jih ustvari človek. Uspeva tudi v okoljih z malo kisika. Prehranjuje se lahko s številnimi organskimi snovmi. Pri človeku in živalih lahko naseli poškodovana tkiva ter telesne predele z zmanjšano imunostjo, okužba pa se lahko kaže z razširjenim vnetjem in sepso. Če naseli kritične organe, kot so pljuča, ledvice in preostala sečila, je lahko stanje življenjsko ogrožajoče.  Uspeva tudi v vlažnem okolju in lahko zato naseljuje tudi katetre in drugo medicinsko opremo, s katero se lahko okužba v bolnišnici prenaša med bolniki.